# Rhamphomyia ignobilis
Rhamphomyia ignobilis är en tvåvingeart som beskrevs av Zetterstedt 1859. Rhamphomyia ignobilis ingår i släktet Rhamphomyia och familjen dansflugor. Arten är reproducerande i Sverige. Inga underarter finns listade i Catalogue of Life.